# Toni Brogno
Antonio „Toni” Brogno (ur. 19 lipca 1973 w Charleroi) – belgijski piłkarz grający na pozycji napastnika. W swojej karierze 6 razy wystąpił w reprezentacji Belgii. Jest młodszym bratem Dantego Brogno, byłego piłkarza m.in. Royalu Charleroi.

## Kariera klubowa
Karierę piłkarską Brogno rozpoczynał w klubie RA Marchienne. W 1993 roku zadebiutował w jego barwach w trzeciej lidze belgijskiej. Po roku gry w Marchienne odszedł do Royalu Charleroi i zaliczył w nim debiut w pierwszej lidze Belgii. Po rozegraniu 5 spotkań w ekstraklasie w sezonie 1994/1995, odszedł do innej drużyny z Charleroi, ROC de Charleroi. Przez 2 lata grał w jej barwach w trzeciej lidze.
W 1997 roku Brogno ponownie grał w pierwszej lidze Belgii, gdy podpisał kontrakt z zespołem KVC Westerlo. Tam grał w podstawowym składzie. W sezonie 1999/2000 strzelił 30 goli w lidze i wraz z Norwegiem Olem Martinem Årstem został królem strzelców ligi.
W 2000 roku Brogno przeszedł z Westerlo do francuskiego CS Sedan. W Ligue 1 zadebiutował 13 sierpnia 2000 w przegranym 1:2 wyjazdowym spotkaniu z Paris Saint-Germain. We Francji grał przez 2 lata i strzelił tam 8 goli w 29 meczach.
W 2002 roku Brogno wrócił do Westerlo i występował w nim przez 2 sezony. W latach 2004–2006 po raz drugi w karierze był zawodnikiem Royalu Charleroi, a w latach 2006–2008 był piłkarzem drugoligowego Oud-Heverlee Leuven. Karierę kończył w 2009 roku w zespole ROC de Charleroi.
| Sezon   | Klub                | Kraj    | Rozgrywki     | Mecze | Bramki |
| ------- | ------------------- | ------- | ------------- | ----- | ------ |
| 1993/94 | RA Marchienne       | Belgia  | V liga        | ?     | ?      |
| 1994/95 | Royal Charleroi     | Belgia  | Eerste Klasse | 5     | 0      |
| 1995/96 | ROC de Charleroi    | Belgia  | Derde klasse  | 32    | 8      |
| 1996/97 | ROC de Charleroi    | Belgia  | Tweede klasse | 24    | 6      |
| 1997/98 | KVC Westerlo        | Belgia  | Eerste Klasse | 25    | 8      |
| 1998/99 | KVC Westerlo        | Belgia  | Eerste Klasse | 27    | 11     |
| 1999/00 | KVC Westerlo        | Belgia  | Eerste Klasse | 31    | 30     |
| 2000/01 | CS Sedan            | Francja | Ligue 1       | 23    | 6      |
| 2001/02 | CS Sedan            | Francja | Ligue 1       | 6     | 2      |
| 2002/03 | KVC Westerlo        | Belgia  | Eerste Klasse | 32    | 10     |
| 2003/04 | KVC Westerlo        | Belgia  | Eerste Klasse | 29    | 7      |
| 2004/05 | Royal Charleroi     | Belgia  | Eerste Klasse | 32    | 8      |
| 2005/06 | Royal Charleroi     | Belgia  | Eerste Klasse | 23    | 1      |
| 2006/07 | Oud-Heverlee Leuven | Belgia  | Tweede Klasse | 25    | 13     |
| 2007/08 | Oud-Heverlee Leuven | Belgia  | Tweede Klasse | 28    | 11     |
| 2008/09 | ROC de Charleroi    | Belgia  | Tweede Klasse | 28    | 5      |

## Kariera reprezentacyjna
W reprezentacji Belgii Brogno zadebiutował 18 listopada 1998 roku w zremisowanym 0:0 towarzyskim spotkaniu z Luksemburgiem. W kadrze narodowej od 1998 do 2000 roku wystąpił 6 razy.
| Mecze i gole w reprezentacji | Mecze i gole w reprezentacji | Mecze i gole w reprezentacji | Mecze i gole w reprezentacji | Mecze i gole w reprezentacji | Mecze i gole w reprezentacji | Mecze i gole w reprezentacji |
| #                            | Data                         | Stadion                      | Rywal                        | Wynik                        | Gol                          | Rozgrywki                    |
| 1998                         | 1998                         | 1998                         | 1998                         | 1998                         | 1998                         | 1998                         |
| ---------------------------- | ---------------------------- | ---------------------------- | ---------------------------- | ---------------------------- | ---------------------------- | ---------------------------- |
| 1.                           | 18.11.1998                   | Luksemburg, Luksemburg       | Luksemburg                   | 0:0                          | 0                            | towarzyski                   |
| 1999                         |                              |                              |                              |                              |                              |                              |
| 2.                           | 30.05.1999                   | Kioto, Japonia               | Peru                         | 1:1                          | 0                            | towarzyski                   |
| 3.                           | 04.09.1999                   | Rotterdam, Holandia          | Holandia                     | 5:5                          | 0                            | towarzyski                   |
| 4.                           | 10.10.1999                   | Sunderland, Anglia           | Anglia                       | 1:2                          | 0                            | towarzyski                   |
| 5.                           | 13.11.1999                   | Lecce, Włochy                | Włochy                       | 3:1                          | 0                            | towarzyski                   |
| 2000                         |                              |                              |                              |                              |                              |                              |
| 6.                           | 23.02.2000                   | Charleroi, Belgia            | Portugalia                   | 1:1                          | 0                            | towarzyski                   |